# Клюканов, Александр Иванович
Александр Иванович Клюканов — советский военный и государственный деятель, генерал-лейтенант.

## Биография
Родился в 1914 году в селе Лух. Член КПСС.
Окончил Тамбовское Краснознаменное пехотное училище, Военную академию им. Фрунзе, Военную академию Генерального штаба имени Ворошилова.
Участник освободительного похода в Западную Белоруссию, войны с Финляндией 1939—1940 годов.
Участник Великой Отечественной войны: командир 430-го отдельного саперного батальона, командир 952-го стрелкового полка, заместитель командира 268-й Мгинской стрелковой дивизии
В 1953—1955 гг. — командир 100-й гвардейской стрелковой дивизии.
В 1955—1956 гг. — командир 30-й гвардейской механизированной дивизии
В 1962—1965 гг. — командующий 3-й Ударной армией.
В 1965—1966 гг. — первый заместитель командующего войсками Белорусского военного округа.
Умер в 1966 году в Минске.

## Награды
- Орден Красного Знамени (23.08.1942, 30.04.1954)
- Орден Александра Невского (06.02.1944)
- Орден Отечественной войны I степени (15.04.1945)
- Орден Красной Звезды (06.11.1947)